# Calliandra kuhlmannii
Calliandra kuhlmannii är en ärtväxtart som beskrevs av Frederico Carlos Hoehne. Calliandra kuhlmannii ingår i släktet Calliandra och familjen ärtväxter. Inga underarter finns listade i Catalogue of Life.